# Geneviève Page
Geneviève Page (Parijs, 13 december 1927 – aldaar, 14 februari 2025) was een Franse actrice die zowel te zien was in Franstalige als Engelstalige films.

## Leven en werk

### Afkomst en opleiding
Geneviève Page werd geboren als Geneviève Bonjean en was de dochter van Jacques en Germaine Bonjean. Haar vader startte in 1928 een kunstgalerie samen met Christian Dior en Dior was ook de peetvader van Geneviève. Ze verkreeg haar scholing aan het Lycée Racine en studeerde aan het Conservatoire national supérieur d'art dramatique in Parijs.

### Filmactrice
Ze begon haar carrière bij de Comédie-Française en maakte in 1951 haar filmdebuut in de misdaadfilm Pas de pitié pour les femmes. Een jaar later volgde de mantel-en-degenfilm Fanfan la Tulipe waarin ze Madame de Pompadour speelde. Haar eerste Engelstalige film was de film noir spionagefilm Foreign Intrigue waar ze samenspeelde met Robert Mitchum en Ingrid Thulin. In 1961 speelde ze de rol van Urraca van Zamora in de avonturenfilm El Cid. In 1965 vertolkte ze, naast Paul Meurisse, de vrouwelijke hoofdrol in de misdaadkomedie Le Majordome. In 1967 gaf Luis Buñuel haar de rol van de hoerenmadam Madame Anaïs in de erotische tragikomedie Belle de Jour. In 1970 castte Billy Wilder haar als de antagonist in de komische thriller The Private Life of Sherlock Holmes. Haar laatste filmrol speelde Page in 1992. 

### Toneelactrice
Daarnaast was Page ook actief in het theater. Tussen 1952 en 2011 speelde ze in heel wat stukken van bekende auteurs zoals Jean Racine, Molière, Marivaux, Victor Hugo, Alfred de Musset, Paul Claudel, Sacha Guitry, Marcel Achard, Jean Cocteau en  Jean Anouilh. In 1980 wist ze de prijs voor beste actrice te krijgen voor de hoofdrol in de Franstalige versie van het toneelstuk Die bitteren Tränen der Petra von Kant van Rainer Werner Fassbinder.

### Privéleven
Page was gehuwd met de bankgevolmachtigde Jean-Claude Bujard, met wie ze twee kinderen had.
Page overleed op 14 februari 2025 in haar woonplaats Parijs. Ze werd 97 jaar oud.

## Filmografie (selectie)
- 1951 - Pas de pitié pour les femmes (Christian Stengel) - Carole de Norbois
- 1952 - Fanfan la Tulipe (Christian-Jaque) - Madame de Pompadour
- 1953 - Lettre ouverte (Alex Joffé) - Colette Simonet
- 1956 - Foreign Intrigue (Sheldon Reynolds en Charles Vodor) - Dominique Danemore
- 1957 - Un amour de poche (Pierre Kast) - Edith
- 1960 - Song Without End (George Cukor en Charles Vidor) - Marie d'Agoult
- 1961 - El Cid (Anthony Mann) - Prinses Urraca
- 1963 - Le Jour et l'Heure (René Clément) - Agathe Duthell
- 1964 - Youngblood Hawke (Delmer Daves) - Frieda Winter
- 1965 - Le Majordome (Jean Delannoy) - Agnès de Vallières
- 1965 - Trois chambres à Manhattan (Marcel Carné) - Yolande Combes
- 1966 - Tendre Voyou (Jean Becker) - Béatrice Dumonceaux
- 1966 - Grand Prix (John Frankenheimer) - Monique Delvaux-Sarti
- 1967 - Belle de Jour (Luis Buñuel) - Madame Anaïs
- 1968 - Mayerling (Terence Young) - Marie Louise van Wallersee
- 1970 - The Private Life of Sherlock Holmes (Billy Wilder) - Gabrielle Valadon
- 1979 - Buffet froid (Bertrand Blier) - Geneviève Léonard
- 1983 - Mortelle randonnée (Claude Miller) - Schmitt-Boulanger
- 1987 - Beyond Therapy (Robert Altman) - Zizi
- 1989 - Les Bois noirs (Jacques Deray) - Nathalie Dupin
- 1992 - L'inconnu dans la maison (Georges Lautner) - Bernadette